# Église Saint-François d'Assise de Belo Horizonte
Pour les articles homonymes, voir Église Saint-François-d'Assise.
L'église Saint-François-d'Assise (en portugais : Igreja de São Francisco de Assis), communément appelée en portugais Igreja da Pampulha (« église de Pampulha »), est une église de l'ensemble moderne de Pampulha à Belo Horizonte, dans l'État de Minas Gerais, dans le sud-est du Brésil.
Inaugurée en 1943, elle a été conçue par l'architecte brésilien Oscar Niemeyer dans le style moderne. C'est le premier monument architectural moderne classé au Brésil et se compose de quatre paraboles en béton ondulé avec des mosaïques extérieures.
Le paysage distinctif de l'église est l'œuvre du paysagiste Roberto Burle Marx, un collaborateur de longue date de Niemeyer.

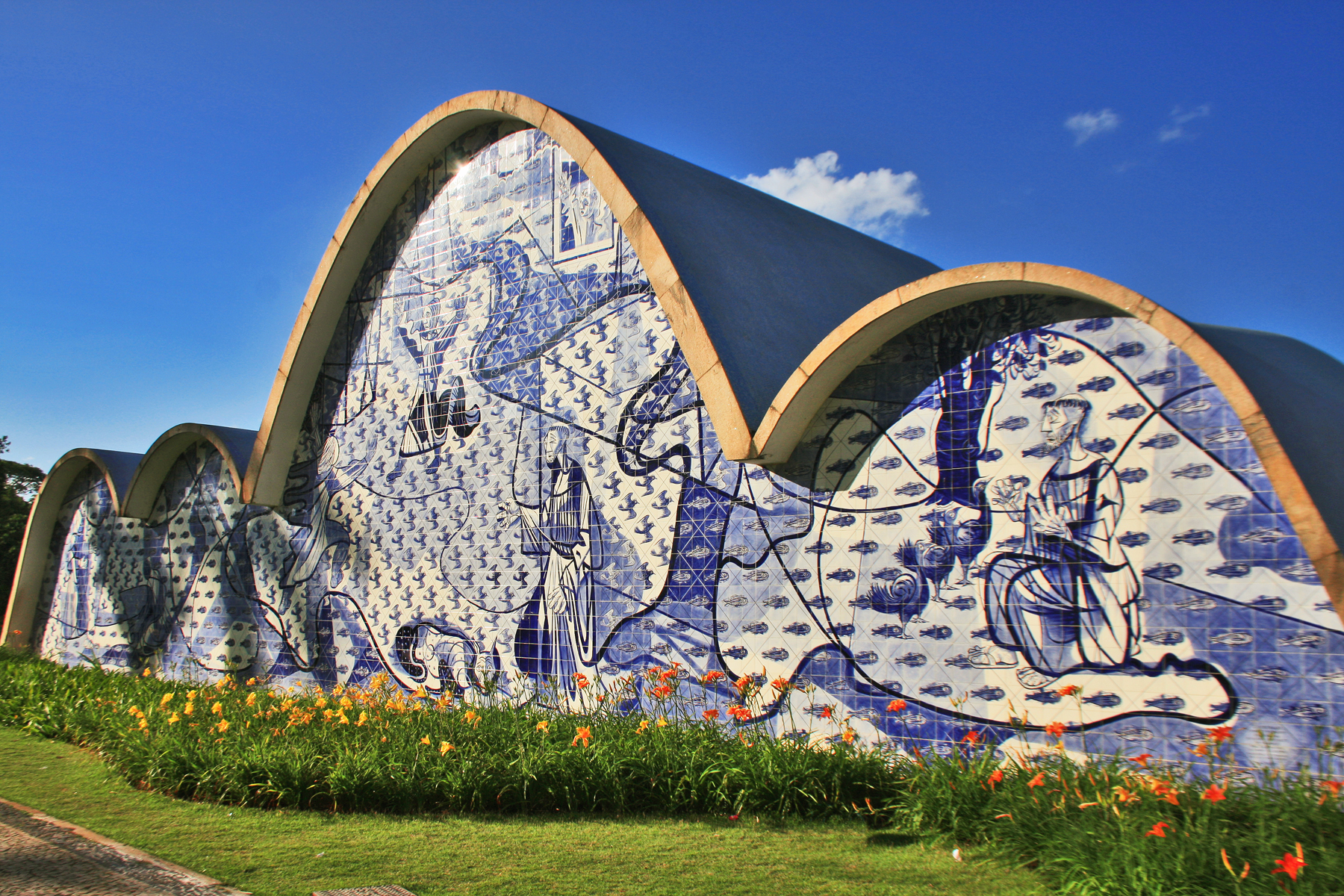
L'église São Francisco de Assis.

L'église São Francisco de Assis dans l'ensemble moderne de Pampulha.